# جیم هاودن
جیم هاودن (انگلیسی: Jim Howden; ۴ سپتامبر ۱۹۳۴ – ۱۰ اکتبر ۱۹۹۳) قایقران روئینگ اهل استرالیا بود.